# レスキュー・ミー (マドンナの曲)
「レスキュー・ミー」(Rescue Me)は、マドンナの楽曲。

## 解説
ベスト・アルバム『ウルトラ・マドンナ〜グレイテスト・ヒッツ』に収録された新曲2曲の内の1曲で、アルバムから2枚目のシングル・カットとしてリリースされた。日本ではマドンナ本人が出演したエルセーヌのCMソングとして使用された。
2019年から2020年にかけて開催したマダムXツアーでは「ブレスワーク」として本楽曲の歌詞を朗読という形で披露した。

## 収録曲
日本盤 3"シングル
1. レスキュー・ミー (シングル・ミックス) - 4:51
2. レスキュー・ミー (アルターネイト・シングル・ミックス) - 5:06

日本盤CDシングル（〜オルターネイト・ミックス）
1. ジャスティファイ・マイ・ラヴ (Qサウンド・ミックス) - 4:57
2. ジャスティファイ・マイ・ラヴ (オービット 12"ミックス) - 7:19
3. ジャスティファイ・マイ・ラヴ (ヒップ・ホップ・ミックス) - 6:34
4. エクスプレス・ユアセルフ (1990) - 9:33
5. ジャスティファイ・マイ・ラヴ (ビースト・ウィズィズ・リミックス) - 6:14
6. レスキュー・ミー (シングル・ミックス) - 4:51
7. レスキュー・ミー (タイタニック・ヴォーカル) - 8:15
8. レスキュー・ミー (ハウスボート・ヴォーカル) - 6:56
9. レスキュー・ミー (ライフボート・ヴォーカル) - 5:20
10. レスキュー・ミー (S.O.S.ミックス) - 6:21

デジタル配信
1. レスキュー・ミー (シングル・ミックス) - 4:56
2. レスキュー・ミー (タイタニック・ヴォーカル) - 8:16
3. レスキュー・ミー (ハウスボート・ヴォーカル) - 6:58
4. レスキュー・ミー (ライフボート・ヴォーカル) - 5:19
5. レスキュー・ミー (S.O.S.ミックス) - 6:25
6. レスキュー・ミー (デマンディング・ダブ) - 5:21
7. レスキュー・ミー (オルタネイト・シングル・ミックス) - 5:07

## チャート
| チャート (1991年)                                    | 最高位 |
| ---------------------------------------------------- | ------ |
| オーストラリア (ARIA)                                | 15     |
| ベルギー (Ultratop 50 Flanders)                      | 18     |
| カナダ トップシングルス (RPM)                        | 7      |
| カナダ ダンス/アーバン (RPM)                         | 5      |
| カナダ シングル小売 (The Record)                     | 4      |
| カナダ コンテンポラリー・ヒット・ラジオ (The Record) | 3      |
| デンマーク (IFPI)                                    | 4      |
| ヨーロッパ (European Hot 100 Singles)                | 3      |
| フィンランド (Suomen virallinen lista)               | 4      |
| フランス (SNEP)                                      | 21     |
| ドイツ (GfK Entertainment charts)                    | 21     |
| イタリア (Musica e dischi)                           | 12     |
| アイルランド (IRMA)                                  | 3      |
| オランダ (Dutch Top 40)                              | 9      |
| オランダ (Single Top 100)                            | 10     |
| ニュージーランド (Recorded Music NZ)                 | 18     |
| ノルウェー (VG-lista)                                | 10     |
| スウェーデン (Sverigetopplistan)                     | 27     |
| スイス (Schweizer Hitparade)                         | 11     |
| UK シングルス (OCC)                                  | 3      |
| UK ダンス(Music Week)                                | 7      |
| US Billboard Hot 100                                 | 9      |
| US Dance Club Songs (Billboard)                      | 6      |
| US Dance Singles Sales (Billboard)                   | 1      |
| US Radio & Records CHR & Pop                         | 4      |

| チャート (1991年)                             | 順位 |
| --------------------------------------------- | ---- |
| カナダ (RPM)                                  | 55   |
| カナダ ダンス/アーバン (RPM)                  | 43   |
| ヨーロッパ (European Hot 100 Singles)         | 90   |
| ヨーロッパ (European Hit Radio)               | 67   |
| オランダ (Single Top 100)                     | 94   |
| イギリス (OCC)                                | 79   |
| 全米 ダンス・シングルス・セールス (Billboard) | 40   |